# 라미네이트 장갑
라미네이트 장갑(영어: Laminated Armor, 일본어: ラミネート装甲)은 TV 애니메이션 《기동전사 건담 SEED》 및 《기동전사 건담 SEED DESTINY》 및 관련 미디어 믹스의 각종 작품에 등장하는 가공의 장갑 기술이다.

## 개요
오브의 협력을 받아 지구연합군이 개발한 장갑이다. 빔 공격을 받았을 때 그 에너지를 열로 변환함과 동시에 장갑 전체로 확산시켜 손상을 경감시킬 수 있다. 그러나 열 배출이 제때 이루어지지 않으면 장갑이 치명적인 타격을 받게 된다. 《기동전사 건담 SEED C.E.73 STARGAZER》에서는 라미네이트 장갑을 채택한 슬로터 대거가 휴대형 빔 건의 일격에 관통당하는 묘사도 볼 수 있다.
설정을 담당한 모리타 시게루는 인터뷰에서 아크엔젤은 초열전도체가 존재하기 때문에 허용량 이상의 빔을 맞지 않는 한 파괴당하는 일은 없다고 말했다. 그러나 반대로 장갑 전체가 열 배출 용량을 초과할 경우 함체가 붕괴될 위험도 존재하는 것으로 알려져 있다.

## 라미네이트 장갑을 탑재한 기동병기 및 전함
- LCAM-01XA 아크엔젤
- LCAM-01XB 도미니온
- ZGMF-X09A 저스티스 건담 (대 빔 실드)
- ZGMF-X10A 프리덤 건담 (대 빔 실드)
- MBF-P02KAI 건담 아스트레이 레드 프레임 改 (택티컬 암즈 IIL)
- MBF-P03 second L 건담 아스트레이 블루 프레임 세컨드 L (택티컬 암즈)
- MBF-P03R 건담 아스트레이 블루 프레임 세컨드 리바이스 (택티컬 암즈 II)
- GAT-01A1 105 대거
- GAT-01A2R 105 슬로터 대거
- GAT-A01/E2 버스터 대거

## 같이 보기
- 기동전사 건담 SEED
- 기동전사 건담 SEED DESTINY